# POV (album)
POV è il nono album in studio del gruppo musicale statunitense Utopia, pubblicato nel 1985.

## Tracce
1. Play This Game – 4:12
2. Style – 4:14
3. Stand for Something – 3:50
4. Secret Society – 4:17
5. Zen Machine – 4:07
6. Mated – 3:56
7. Wildlife – 3:36
8. Mimi Gets Mad – 3:44
9. Mystified – 5:21
10. More Light – 3:54
11. Man of Action (Non su LP, bonus track cassetta/CD ver.) – 3:42